# Sre jezici
Sre jezici (privatni kod: sree), podskupina od (2) austroazijska, točnije mon-khmerska jezika koji se govore u Vijetnamu u pokrajini Lam Dòng i nekoliko drugih. Ukupan broj govornika iznosi oko 162.000 ljudi (1999.) predstavnici su:
- Vijetnam: Koho ili coho	[kpm] 129,000  (1999 popis). Etnička grupa Koho jedna je od najsiromašnijih u Vijetnamu.[2]
- Maa ili chauma [cma], 33.300 (1999 popis); etnička grupa Maa.

S jezicima mnong dio su šire skupine sre-mnong.

## Vanjske poveznice
- Ethnologue (14th)
- Ethnologue (15th)